# Christiane Wolf
Christiane Wolf (* 1964) ist eine deutsche Kunsthistorikerin.

## Leben
Schwerpunkt ihrer Forschung sind die Gauforen. An der Bauhaus-Universität Weimar leitet sie das Archiv der Moderne. Sie wirkte auch in der 2013 erstausgestrahlten ZDF-Reihe Böse Bauten – Hitlers Architektur mit und kommentierte u. a. das Gauforum Weimar zusammen mit Karina Loos.

## Werke (Auswahl)
- Christiane Wolf: Gauforen – Zentren der Macht : zur nationalsozialistischen Architektur und Stadtplanung, Berlin : Verlag Bauwesen, Berlin 1999 (=zugl. Diss. Bochum 1999)
- / Hrsg.: Gerd Zimmermann; Christiane Wolf: Vergegenständlichte Erinnerung, 2: Über Relikte der NS-Architektur, [Hrsg.: Bauhaus-Universität Weimar], Weimar 1999.
- Christiane Wolf (Hrsg.): Das "Land in der Mitte": Architektur-, Denkmals- und Wohnungsbauprojekte der Moderne, Bauhaus-Universität Weimar, Weimar: Univ.-Verlag, 2004.
- Christiane Wolf: Transportschein für eine Bronzefigur – Empfangsstation Weimar. Ein Versuch zu "Eva gehört zu uns", Bauhaus-Universität Weimar, Weimar 2020.
- Michael Siebenbrodt, Christiane Wolf (Hrsg.): Das Haus Am Horn : ein Experimentalbau des Bauhauses wird 100 : die Bau- und Nutzungsgeschichte des UNESCO-Welterbes,  Freundeskreis der Bauhaus-Universität Weimar, Sandstein Kommunikation GmbH (Verlag), Dresden 2023.
- Christiane Wolf: Bruno Flierl : Würdigung eines unabhängigen Denkers in Architektur und Gesellschaft ; [Texte und Fotografien aus Weimar und Berlin anlässlich des 80. Geburtstages], [Hrsg.: Archiv der Moderne, Universitätsarchiv ; Christiane Wolf], Weimar : Bauhaus-Univ., Weimar 2007.